# Тридентский календарь
Тридентский календарь — календарь святых, которые будут почитаться в течение литургического года на официальной литургии римского обряда, реформированной Папой Пием V во исполнение решения Тридентского собора, который поручил эту задачу Папе.
Текст Тридентского календаря можно найти в оригинальных изданиях тридентского Римского Бревиария и тридентского Римского Миссала.
Использование обоих этих текстов, включая пересмотренный календарь Пия V, было сделано обязательным во всей Латинской церкви, за исключением тех случаев, когда использовались другие тексты древности не менее двух столетий, и отступления от него не допускались. Апостольская конституция Quod a nobis, которая предписывала использовать тридентский Римский Бревиарий и соответствующая апостольская конституция Quo primum, касающаяся тридентского Римского Миссала, постановили: «Никому не разрешается изменять это послание или неосторожно осмеливаться идти вразрез с этим уведомление о Нашем разрешении, статуте, постановлении, приказе, предписании, даровании, потворстве, заявлении, воле, указе и запрете. Однако если кто-либо осмелится совершить такое действие, он должен знать, что он навлечёт на себя гнев Всемогущего Бога и блаженных апостолов Петра и Павла».

## Позднейшие издания римского календаря
Вскоре после публикации этой таблицы 1907 года Папа Пий X произвел общий пересмотр рубрик календаря, результат которого (с некоторыми дополнениями Папы Пия XI) можно увидеть в Общем римском календаре 1954 года. За этим последовало в упрощающей редакции Папы Пия XII 1955 года (см. Общий римский календарь Пия XII).
| Папа римский | Дата | Двойные, I класс | Двойные, II класс | Великие двойные | Двойные | Полудвойные | Всего |
| ------------ | ---- | ---------------- | ----------------- | --------------- | ------- | ----------- | ----- |
| Пий V        | 1568 | 19               | 17                | 0               | 53      | 60          | 149   |
| Климент VIII | 1602 | 19               | 18                | 16              | 43      | 68          | 164   |
| Урбан VIII   | 1631 | 19               | 18                | 16              | 45      | 78          | 176   |
| Лев XIII     | 1882 | 21               | 18                | 24              | 128     | 74          | 265   |
| Пий X        | 1907 | 23               | 27                | 25              | 133     | 72          | 280   |

Общий римский календарь Иоанна XXIII 1960 года сократил количество торжеств и полностью отказался от их ранжирования на двойные, простые и т. д.
Общий римский календарь 1969 года претерпел последующие корректировки и в настоящее время широко используется в Латинской церкви (нынешний Общий римский календарь, соблюдаемый, например, самим Папой).

## Тридентский календарь

### Январь
- 1 января: Обрезание Господне, двойной.
- 2 января: Октава Святого Стефана, двойной, с воспоминанием октав.
- 3 января: Октава Святого Иоанна, двойной, в память октавы Святых младенцев.
- 4 января: Октава Святых невинных младенцев, двойной.
- 5 января: Вигилия.
- 6 января: Богоявление Господне, двойной.
- 7 января: Октава Богоявления.
- 8 января: Октава.
- 9 января: Октава.
- 10 января: Октава.
- 11 января: Октавы Богоявления и памяти Святого Гигина, папы римского и мученика.
- 12 января: Октава.
- 13 января: Октава Богоявления, двойной.
- 14 января: Иларий Пиктавийский, епископ и исповедник, полудвойной, перенесённый со вчерашнего дня, с памятью Феликса Ноланского, священника и мученика.
- 15 января: Павел Первый пустынник, исповедник, полудвойной, перенесён с 10 января, с памятью преподобного аббата Мавра.
- 16 января: Марцелл, папа римский и мученик, полудвойной.
- 17 января: Антоний Великий, двойной.
- 18 января: Кафедра Святого Петра в Риме, двойной, и память Святой Приски, девы и мученицы.
- 19 января: Марий, Марта, Аудифакс и Аввакум, мученики.
- 20 января: Фабиан и Себастьян, мученики, двойной.
- 21 января: Агнесса, дева и мученица, двойной.
- 22 января: Викентий и Анастасий, мученики, полудвойной.
- 23 января: Эмерентиана, дева и мученица.
- 24 января: Тимофей Эфесский, епископ и мученик.
- 25 января: Обращение апостола Павла, двойной.
- 26 января: Поликарп Смирнский, епископ и мученик.
- 27 января: Иоанн Златоуст, епископ и исповедник, двойной.
- 28 января: Агнесса Римская, второй праздник.
- 29 января:
- 30 января:
- 31 января:

### Февраль
- 1 февраля: Игнатий Антиохийский, епископ и мученик, полудвойной.
- 2 февраля: Очищение Пресвятой Богородицы, двойной.
- 3 февраля: Власий Севастийский, епископ и мученик.
- 4 февраля:
- 5 февраля: Агата, дева и мученица, полудвойной.
- 6 февраля: Доротея Кесарийская, дева и мученица.
- 7 февраля:
- 8 февраля:
- 9 февраля: Аполлония Александрийская, дева и мученица.
- 10 февраля:
- 11 февраля:
- 12 февраля:
- 13 февраля:
- 14 февраля: Валентин, священник и мученик.
- 15 февраля: Фаустин и Иовита, мученики.
- 16 февраля:
- 17 февраля:
- 18 февраля: Симеон Нигер, епископ и мученик.
- 19 февраля:
- 20 февраля:
- 21 февраля:
- 22 февраля: Кафедра Святого Петра в Антиохии, двойной.
- 23 февраля: Вигилия.
- 24 февраля: Апостол Матфий, двойной.
- 25 февраля:
- 26 февраля:
- 27 февраля:
- 28 февраля:

В високосные годы добавляется день, и получается 29 дней, но праздник Святого Матфия празднуется на 25-й день, а затем дважды произносится Sexto Kalendas, то есть на 24-й и 25-й день, и, таким образом, доминиальная буква изменилось на приведенное выше, что если это В, то в А, если это С, то в В, то же самое и в остальных.

### Март
- 1 марта:
- 2 марта:
- 3 марта:
- 4 марта:
- 5 марта:
- 6 марта:
- 7 марта: Фома Аквинский, исповедник, двойной и память мучениц Фелицитаты и Перпетуи.
- 8 марта:
- 9 марта: Сорок Севастийских мучеников, полудвойной.
- 10 марта:
- 11 марта:
- 12 марта: Григорий Великий, папа римский и исповедник, учитель Церкви, двойной.
- 13 марта:
- 14 марта:
- 15 марта:
- 16 марта:
- 17 марта:
- 18 марта:
- 19 марта: Иосиф Обручник, исповедник, двойной.
- 20 марта:
- 21 марта: Бенедикт Нурсийский, двойной.
- 22 марта:
- 23 марта:
- 24 марта:
- 25 марта: Благовещение Пресвятой Богородицы, двойной.
- 26 марта:
- 27 марта:
- 28 марта:
- 29 марта:
- 30 марта:
- 31 марта:

### Апрель
- 1 апреля:
- 2 апреля:
- 3 апреля:
- 4 апреля:
- 5 апреля:
- 6 апреля:
- 7 апреля:
- 8 апреля:
- 9 апреля:
- 10 апреля:
- 11 апреля: Лев Великий, папа римский и исповедник, двойной.
- 12 апреля:
- 13 апреля:
- 14 апреля: Тивуртий, Валериан и Максим, мученики.
- 15 апреля:
- 16 апреля:
- 17 апреля: Аникет, папа римский и исповедник.
- 18 апреля:
- 19 апреля:
- 20 апреля:
- 21 апреля:
- 22 апреля: Сотер и Гай, папы римские и исповедники, полудвойной.
- 23 апреля: Георгий Победоносец, мученик, полудвойной.
- 24 апреля:
- 25 апреля: Марк Евангелист, двойной.
- 26 апреля: Клет и Марцеллин, папы римские и исповедники, полудвойной.
- 27 апреля:
- 28 апреля: Виталий Миланский, мученик.
- 29 апреля:
- 30 апреля:

### Май
- 1 мая: Апостолы Филипп и Иаков, двойной.
- 2 мая: Афанасий Великий, епископ и исповедник, двойной.
- 3 мая: Воздвижение Креста Господня, двойной и память Святых Александра, Эвтия и Феодула, мучеников, а также Ювеналия Нарнийского, епископа и исповедника.
- 4 мая: Моника Вдовица.
- 5 мая:
- 6 мая: Иоанн перед Латинскими воротами, двойной.
- 7 мая: Станислав Щепановский.
- 8 мая: Явление Святого Михаила, двойной.
- 9 мая: Григорий Богослов, епископ и исповедник, двойной.
- 10 мая: Гордий и Епимах, мученики.
- 11 мая:
- 12 мая: Нерей, Ахиллей и Панкратий Римский, мученики.
- 13 мая:
- 14 мая: Бонифаций Римский, мученик.
- 15 мая:
- 16 мая:
- 17 мая:
- 18 мая:
- 19 мая: Пуденциана, дева.
- 20 мая:
- 21 мая:
- 22 мая:
- 23 мая:
- 24 мая:
- 25 мая: Урбан I, папа римский и мученик.
- 26 мая: Елевферий, папа римский и мученик.
- 27 мая: Иоанн, папа римский и мученик.
- 28 мая:
- 29 мая:
- 30 мая: Феликс I, папа римский и мученик.
- 31 мая: Петронилла, дева.

### Июнь
- 1 июня:
- 2 июня: Марцеллин, Петр и Эразм, мученики.
- 3 июня:
- 4 июня:
- 5 июня:
- 6 июня:
- 7 июня:
- 8 июня:
- 9 июня: Прим и Фелициан, мученики.
- 10 июня:
- 11 июня: Апостол Варнава, двойной.
- 12 июня: Василид, Кирин, Навор и Назарий, мученики.
- 13 июня:
- 14 июня: Василий Великий, епископ и исповедник, двойной.
- 15 июня: Вит, Модест и Кресценций, мученики.
- 16 июня:
- 17 июня:
- 18 июня: Марк и Маркеллиан, братья, мученики.
- 19 июня: Гервасий и Протасий, мученики.
- 20 июня: Сильверий, папа римский и мученик.
- 21 июня:
- 22 июня: Павлин Ноланский, епископ и исповедник.
- 23 июня: Вигилия.
- 24 июня: Рождество Иоанна Крестителя, двойной.
- 25 июня: Октава Рождества Иоанна Крестителя.
- 26 июня: Иоанн и Павел, мученики, полудвойной, с воспоминанием октавы Рождества Иоанна Крестителя.
- 27 июня: Октава Рождества Иоанна Крестителя.
- 28 июня: Лев II, папа римский и исповедник, полудвойной, с воспоминанием октавы Рождества Иоанна Крестителя и Вигилия.
- 29 июня: Апостолы Пётр и Павел, двойной.
- 30 июня: День памяти апостола Павла, двойной, с воспоминанием октавы Рождества Иоанна Крестителя.

### Июль
- 1 июля: Октава Рождества Иоанна Крестителя, двойной, в память октавы Апостолов.
- 2 июля: Посещение Блаженной Марии, двойной, с памятью Апостолов и Святых Процесса и Мартиниана, мучеников.
- 3 июля: Октава Апостолов.
- 4 июля: Октава.
- 5 июля: Октава.
- 6 июля: Октава апостолов Петра и Павла, двойной.
- 7 июля:
- 8 июля:
- 9 июля:
- 10 июля: Семь братьев-мучеников и Святые Руфина и Секунда, девы и мученицы, полудвойной.
- 11 июля: Пий I, папа римский и мученик.
- 12 июля: Набор и Феликс, мученики.
- 13 июля: Анаклет, папа римский и мученик, полудвойной.
- 14 июля: Бонавентура, епископ и исповедник, полудвойной.
- 15 июля:
- 16 июля:
- 17 июля: Алексий, человек Божий, исповедник.
- 18 июля: Симфороза со своими семью сыновьями-мучениками.
- 19 июля:
- 20 июля: Маргарита, дева и мученица.
- 21 июля: Пракседа, дева.
- 22 июля: Мария Магдалина, двойной.
- 23 июля: Аполлинарий Равеннский, епископ и мученик, полудвойной.
- 24 июля: Вигилия и память Святой Кристины, девы и мученицы.
- 25 июля: Апостол Иаков, двойной и поминовение Святого Христофора, мученика, на частных мессах.
- 26 июля:
- 27 июля: Пантелеон, мученик.
- 28 июля: Назарий, Цельсий и Виктор, папа римский и мученик, и Иннокентий, папа и исповедник, полудвойной.
- 29 июля: Марфа, дева, полудвойной и память Святых Феликса, папы, Симплиция, Фаустина и Беатрисы, мучеников.
- 30 июля: Абдон и Сеннен, мученики.
- 31 июля:

### Август
- 1 августа: Святой Пётр в веригах, двойной и память Святых мучеников Маккавеев.
- 2 августа: Стефан, папа римский и мученик.
- 3 августа: Обретение Святого первомученика Стефана, полудвойной.
- 4 августа: Доминик, исповедник, двойной.
- 5 августа: Освящение базилики Пресвятой Девы Марии Снежной, двойной.
- 6 августа: Преображение Господне, двойной и память Святых Сикста Второго, папы римского, Фелициссима и Агапита, мучеников.
- 7 августа: Донат Аррецийский, епископ и мученик.
- 8 августа: Кириак, Ларг и Смарагд, мученики, полудвойной.
- 9 августа: Вигилия и память Святого Романа, мученика.
- 10 августа: Лаврентий Римский, мученик, двойной.
- 11 августа: Октава Святого Лаврентия, с памятью Святого Тибурция и Святой Сусанны, мучеников.
- 12 августа: Октава Святого Лаврентия, с памятью Святой Клары Ассизской, девы.
- 13 августа: Октава Святого Лаврентия, с памятью Святых Ипполита Римского и его сподвижников и Кассиана, мученика.
- 14 августа: Октава с памятью вигилией и Святого Евсевия, исповедника.
- 15 августа: Вознесение Девы Марии, двойной.
- 16 августа: Октава Вознесения Девы Марии с воспоминанием октавы Святого Лаврентия.
- 17 августа: Октава Святого Лаврентия, двойной и воспоминание октавы Вознесения Девы Марии.
- 18 августа: Октава Вознесения Девы Марии и памяти Святого Агапита Палестринского, мученика.
- 19 августа: Октава Вознесения Девы Марии.
- 20 августа: Бернард Клервоский, двойной, в память октавы Вознесения Девы Марии.
- 21 августа: Октава Вознесения Девы Марии.
- 22 августа: Октава Вознесения Девы Марии, двойной и память Святых Тимофея, Ипполита и Симфориана, мучеников.
- 23 августа: Вигилия.
- 24 августа: Апостол Варфоломей, двойной[4].
- 25 августа: Людовик, король Франции, исповедник.
- 26 августа: Зефирин, папа римский и мученик.
- 27 августа:
- 28 августа: Августин, епископ, исповедник и учитель Церкви, двойной, и память Святого Эрмета, мученика.
- 29 августа: Усекновение главы Святого Иоанна Крестителя, двойной и память Сабины, мученицы.
- 30 августа: Феликс и Адавкт, мученики
- 31 августа:

### Сентябрь
- 1 сентября: Эгидий, аббат и память Святых Двенадцать святых братьев, мучеников.
- 2 сентября:
- 3 сентября:
- 4 сентября:
- 5 сентября:
- 6 сентября:
- 7 сентября:
- 8 сентября: Рождество Пресвятой Девы Марии, двойной и поминовение Святого Адриана, мученика, на частной мессе.
- 9 сентября: Октава Рождества Пресвятой Девы Марии и память Святого Горгония Римского, мученика.
- 10 сентября: Октава Рождества Пресвятой Девы Марии.
- 11 сентября: Октава Рождества Пресвятой Девы Марии и память Святых Прота и Гиацинта, мученики.
- 12 сентября: Октава Рождества Пресвятой Девы Марии.
- 13 сентября: Октава Рождества Пресвятой Девы Марии.
- 14 сентября: Воздвижение Святого Креста, двойной, в память октавы Рождества Пресвятой Девы Марии.
- 15 сентября: Октава Рождества Пресвятой Девы Марии, двойной, в память Святого Никомеда Римского, мученика.
- 16 сентября: Корнелий и Киприан Карфагенский, епископы и мученики, полудвойной, и память Евфимии, Лукии и Геминиана, мучеников.
- 17 сентября:
- 18 сентября:
- 19 сентября:
- 20 сентября: Вигилия и поминовение Святого Евстафия и сподвижников, мучеников.
- 21 сентября: Апостол Матфей, двойной.
- 22 сентября: Маврикий и его сподвижники, мученики.
- 23 сентября: Лин, папа римский и мученик, полудвойной, и память Святой Фёклы, девы и мученицы.
- 24 сентября:
- 25 сентября:
- 26 сентября: Киприан и Иустина, мученики.
- 27 сентября: Косма и Дамиан, мученики, полудвойной.
- 28 сентября:
- 29 сентября: Освящение храма Святого Архангела Михаила, двойной.
- 30 сентября: Иероним Стридонский, исповедник и учитель Церкви, двойной.

### Октябрь
- 1 октября: Ремигий, епископ и исповедник.
- 2 октября:
- 3 октября:
- 4 октября: Франциск Ассизский, исповедник, двойной.
- 5 октября:
- 6 октября:
- 7 октября: Марк, папа и исповедник, и память Сергия, Вакха, Марцелла и Апулея, мучеников.
- 8 октября:
- 9 октября: Дионисий Парижский, Рустик и Елевферий Парижский, мученики, полудвойной.
- 10 октября:
- 11 октября:
- 12 октября:
- 13 октября:
- 14 октября: Калликст, папа римский и мученик, полудвойной.
- 15 октября:
- 16 октября:
- 17 октября:
- 18 октября: Лука Евангелист, двойной.
- 19 октября:
- 20 октября:
- 21 октября: Иларион Великий, аббат и память Святой Урсулы и сподвижниц, дев и мучениц.
- 22 октября:
- 23 октября:
- 24 октября:
- 25 октября: Хрисанф и Дарья Римские, мученики.
- 26 октября: Эварист, папа римский и мученик.
- 27 октября: Вигилия.
- 28 октября: Апостолы Симон и Фаддей, двойной.
- 29 октября:
- 30 октября:
- 31 октября: Вигилия.

### Ноябрь
- 1 ноября: Праздник Всех Святых, двойной и (в календаре, приведенном в Римском Бревиарии 1568 года, но не в Римском Миссале 1570 года)[5] память Кесария, мученика.
- 2 ноября: День памяти всех усопших верных, двойной и октава Всех Святых.
- 3 ноября: Октава Всех Святых.
- 4 ноября: Октава Всех Святых и память Святых Виталия и Агриколы, мучеников.
- 5 ноября: Октава Всех Святых.
- 6 ноября: Октава Всех Святых.
- 7 ноября: Октава Всех Святых.
- 8 ноября: Октава Всех Святых, двойной и память Святых Четырёх Венценосных Мучеников.
- 9 ноября: Освящение базилики Спасителя, двойной и память великомученика Феодора.
- 10 ноября: Трифон, Респиций и Нимфа, мученики.
- 11 ноября: Мартин Турский, епископ и исповедник, двойной, и память Святого Мины, мученика.
- 12 ноября: Мартин, папа римский и мученик, полудвойной.
- 13 ноября:
- 14 ноября:
- 15 ноября:
- 16 ноября:
- 17 ноября: Григорий Чудотворец, епископ и исповедник.
- 18 ноября: Освящение базилик Святого Петра и Павла, двойной.
- 19 ноября: Понтиан, папа римский и мученик.
- 20 ноября:
- 21 ноября:
- 22 ноября: Цецилия Римская, дева и мученица, полудвойной.
- 23 ноября: Климент, папа римский и мученик, полудвойной и память Святой Фелициты, мученицы.
- 24 ноября: Хрисогон Аквилейский, мученик.
- 25 ноября: Екатерина Александрийская, дева и мученица, двойной.
- 26 ноября: Пётр Александрийский, епископ и мученик.
- 27 ноября:
- 28 ноября:
- 29 ноября: Вигилия и память Сатурнина Тулузского, мученика.
- 30 ноября: Апостол Андрей, двойной.

### Декабрь
- 1 декабря:
- 2 декабря: Вивиана, дева и мученица.
- 3 декабря:
- 4 декабря: Варвара Илиопольская, дева и мученица, день памяти.
- 5 декабря: Савва Освященный, аббат, день памяти.
- 6 декабря: Николай Чудотворец, епископ и исповедник, полудвойной.
- 7 декабря: Амвросий Медиоланский, епископ и исповедник, учитель Церкви, двойной.
- 8 декабря: Непорочное зачатие Девы Марии, двойной.
- 9 декабря:
- 10 декабря: Мельтиада, папа римский и мученик, день памяти.
- 11 декабря: Дамасий I, папа римский и исповедник, полудвойной.
- 12 декабря:
- 13 декабря: Луция Сиракузская, дева и мученица, двойной.
- 14 декабря:
- 15 декабря:
- 16 декабря:
- 17 декабря:
- 18 декабря:
- 19 декабря:
- 20 декабря: Вигилия.
- 21 декабря: Апостол Фома, двойной.
- 22 декабря:
- 23 декабря:
- 24 декабря: Вигилия.
- 25 декабря: Рождество Господа нашего Иисуса Христа, двойной.
- 26 декабря: Первомученик Стефан, двойной и воспоминание октавы Рождества Христова.
- 27 декабря: Иоанн Апостол и Евангелист, двойной и воспоминание октав.
- 28 декабря: Святые младенцы, двойной и воспоминание октав.
- 29 декабря: Фома Кентерберийский, епископ и мученик, полудвойной, и воспоминание октав.
- 30 декабря: Воскресенье в октаве Рождества, или октавы, с воспоминанием других октав.
- 31 декабря: Сильвестр I, папа римский и исповедник, двойной, с воспоминанием октав.